# Peter Bradley
Peter Charles Stephen Bradley, född 12 april 1953 i Birmingham, är en brittisk politiker inom Labour. Han representerade valkretsen The Wrekin i underhuset från valet 1997 till valet 2005, då han förlorade mot den konservative kandidaten Mark Pritchard.